# Corint (heroi)
Segons la mitologia grega, Corint (en grec antic Κόρινθος) va ser un heroi, epònim de la ciutat de Corint. Els corintis pretenien que era un fill de Zeus, Però la resta dels grecs se'n burlaven, i la frase «Corint, fill de Zeus» s'havia convertit en una dita per indicar alguna cosa que es repetia molt i es feia monòtona.
Segons les llegendes hauria sigu un fill de Marató. Va fugir a l'Àtica amb el seu pare quan aquest es va veure obligat a abandonar Sició a causa de la violència d'Epopeu. Amb la mort d'Epopeu tots dos van tornar a Corint. Quan va morir Marató, Corint pujà al tron de la ciutat. Va morir sense fills, i els corintis van cridar Medea, que sembla que tenia drets de successió al tron, però van acabar fent-la fora de la ciutat.
Una tradició deia que a l'heroi Corint l'havia assassinat algun dels seus súbdits. La seva mort la va venjar Sísif, que el va succeir en el tron.